# 尼阿尔
尼阿尔（法語：Nuars，法語發音：[nɥaʁ]）是法国涅夫勒省的一个市镇，属于克拉姆西区。

## 地理
尼阿尔（47°23'1"N, 3°41'33"E）面积15.6 平方千米，位于法国勃艮第-弗朗什-孔泰大區涅夫勒省，该省份为法国中部省份，北至约讷省，西北接卢瓦雷省，西接谢尔省，南至阿列省，东南接索恩-卢瓦尔省，东临科多尔省。
与尼阿尔接壤的市镇（或旧市镇、城区）包括：圣欧班德绍姆、韦兹莱附近丰特奈、拉迈松迪约、讷方丹、赛济、泰尼、维尼奥勒。

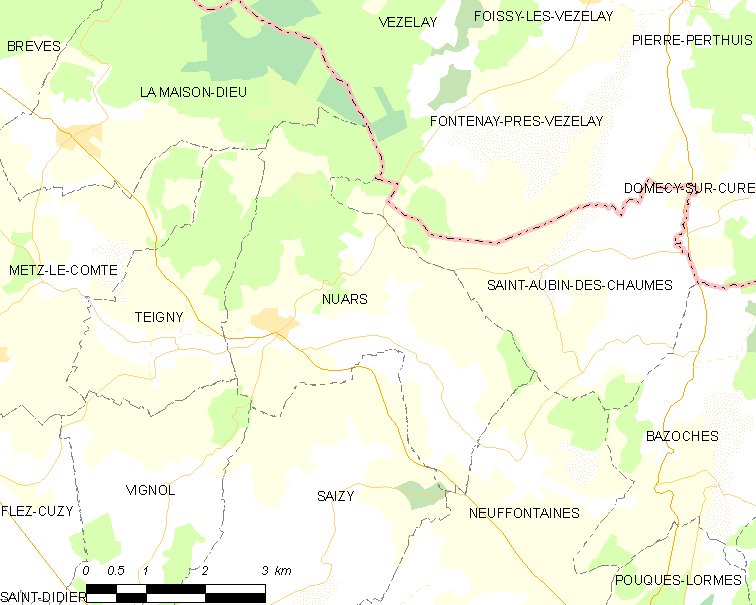
尼阿尔的OSM定位图

尼阿尔的时区为UTC+01:00、UTC+02:00（夏令时）。

## 行政
尼阿尔的邮政编码为58190，INSEE市镇编码为58197。

## 政治
尼阿尔所属的省级选区为克拉姆西县。

## 人口

1962-2008年间尼阿尔人口变化图示

尼阿尔于2022年1月1日时的人口数量为169人。